# 瀧村依里
瀧村 依里（たきむら えり、1986年 - ）は、兵庫県神戸市生まれのヴァイオリン奏者。読売日本交響楽団第2ヴァイオリン首席、弦楽四重奏団ステラ・クァルテットメンバー。
第54回全日本学生音楽コンクール中学校の部全国大会第1位、併せて東儀賞、兎束賞、毎日中学生新聞賞、都築音楽賞受賞。石川ミュージックアカデミーにてIMA音楽賞受賞。第3回東京音楽コンクール弦楽部門第1位。2007年、第8回フォーバルスカラシップ・ストラディヴァリウス・コンクール第1位を獲得し、1697年製ストラディヴァリウスのレインヴィルを貸与される。安宅賞受賞。第21回市川市新人オーデション最優秀賞受賞。第77回日本音楽コンクール第1位
、レウカディア賞、鷲見賞、黒柳賞受賞。
東京藝術大学音楽学部附属音楽高等学校を経て、東京藝術大学音楽学部をアカンサス賞、三菱地所賞を受賞し、首席で卒業。2009年紀尾井シンフォニエッタ東京 2009-2010 シーズン・メンバー。東京藝術大学大学院修士課程研究科修了。2013年ウィーン国立音楽大学大学院修了。2013年、神戸市文化奨励賞を受賞。
潮敦子、村田隆子、木田雅子、ジェラール・プーレ、岡山潔、ドーラ・シュヴァルツベルクに師事。